# Ekwador na Letnich Igrzyskach Olimpijskich 1996
Ekwador na Letnich Igrzyskach Olimpijskich 1996 reprezentowało 19 zawodników: 17 mężczyzn i dwie kobiety. Był to 9 start reprezentacji Ekwadoru na letnich igrzyskach olimpijskich. Jefferson Pérez zdobył pierwszy medal olimpijski dla Ekwadoru.

## Zdobyte medale
| Medal | Zawodnik        | Dyscyplina    | Konkurencja            | Rezultat  |
| ----- | --------------- | ------------- | ---------------------- | --------- |
| Złoto | Jefferson Pérez | Lekkoatletyka | chód na 20 km mężczyzn | 1:20:07 h |

## Skład kadry

### Boks
Mężczyźni
- Luis Hernández - waga półśrednia (do 67 kg) - 17. miejsce,
- Thompson García - waga ciężka (do 91 kg) - 17. miejsce

### Kolarstwo szosowe
Mężczyźni
- Paulo Caicedo - wyścig ze startu wspólnego - nie ukończył wyścigu
- Pedro Rodríguez - wyścig ze startu wspólnego - nie ukończył wyścigu
- Héctor Chiles - wyścig ze startu wspólnego - nie ukończył wyścigu

### Lekkoatletyka
Mężczyźni
- Silvio Guerra - bieg na 10 000 m - odpadł w eliminacjach,
- Rolando Vera - maraton - 22. miejsce,
- Jefferson Pérez - chód na 20 km - 1. miejsce

Kobiety
- Martha Tenorio - maraton - nie ukończyła biegu

### Pływanie
Mężczyźni
- Felipe Delgado
  - 50 m stylem dowolnym - 25. miejsce,
  - 100 m stylem dowolnym - 38. miejsce,
  - 200 m stylem dowolnym - 40. miejsce
- Andrés Vasconcellos - 200 m stylem motylkowym - 39. miejsce,
- Roberto Delgado - 100 m stylem motylkowym - 44. miejsce,
- Felipe Delgado, Roberto Delgado, Julio Santos, Javier Santos - sztafeta 4 x 100 m stylem dowolnym - 15. miejsce,
- Roberto Delgado, Julio Santos, Javier Santos, Andrés Vasconcellos - sztafeta 4 x 200 m stylem dowolnym - 16. miejsce

### Strzelectwo
Kobiety
- Margarita de Falconí - pistolet pneumatyczny 10 m - 39. miejsce

### Tenis ziemny
Mężczyźni
- Luis Morejón - gra pojedyncza - 33. miejsce,
- Nicolás Lapentti - gra pojedyncza - 33. miejsce,
- Pablo Campana, Nicolás Lapentti - gra podwójna - 9. miejsce

### Żeglarstwo
- Gastón Vedani - klasa Laser - 50. miejsce